# Noureddin Bongo Valentin
Noureddin Bongo Valentin (nascido em 9 de março de 1992) é um alto-funcionário franco-gabonês, conselheiro próximo e filho do ex presidente da República do Gabão, Ali Bongo com Sylvia Bongo Ondimba; exerceu o cargo de Coordenador de Assuntos Presidenciais, de 5 de dezembro de 2019 a 13 de setembro de 2021.

## Biografia
Formado nos prestigiados Summer Fields e Eton College, no Reino Unido, Noureddin Bongo Valentin estudou ciências políticas e relações internacionais na School of Oriental and African Studies (SOAS) da Universidade de Londres.
Em 2014, após concluir o curso universitário, Noureddin Bongo iniciou sua carreira na Olam International em Libreville, onde se tornou diretor-geral adjunto. A Olam International é um grupo agroalimentar cingapuriano que investiu 2 mil milhões de euros no Gabão entre 2010 e 2019. Em seguida, especializou-se na agroindústria e supervisionou principalmente o desenvolvimento das plantações de óleo de palma, que se tornaram uma importante fonte de emprego.
Em 2017, foi entregue o novo porto de águas profundas de Owendo, um projeto no qual Noureddin Bongo Valentin esteve fortemente envolvido.
Noureddin Bongo é proprietário de uma rede de restaurantes no Gabão: Mayena Foods.
Em 2019, foi nomeado para a administração presidencial. Seu pai lhe atribui o objetivo de monitorar Brice Laccruche Alihanga, seu próprio chefe de gabinete. A operação anticorrupção Scorpion, realizada no início de dezembro de 2019, levou à queda e depois à prisão de Brice Laccruche. Noureddin Bongo é suspeito de estar por trás desta operação.
Durante o Conselho de Ministros de 5 de dezembro de 2019, foi nomeado para o cargo de Coordenador Geral dos Assuntos Presidenciais no âmbito da Presidência da República Gabonesa. Este posto foi criado para a ocasião. O cargo é descrito como “superchefe de gabinete” e “número dois do regime”. A nomeação foi considerada como um passo adicional na designação de Noureddin Bongo como sucessor do seu pai.
Em Março de 2020, Noureddin Bongo foi eleito para o bureau político do Partido Democrático Gabonês.
Ele foi acusado nos tribunais gaboneses de enriquecimento ilícito. No entanto, o processo é arquivado sem julgamento.
Em 10 de setembro de 2021, Noureddin Bongo foi nomeado conselheiro estratégico de Ali Bongo no Partido Democrático Gabonês.
Em 13 de setembro de 2021,  foi “devolvido à sua administração original” e o cargo de Coordenador-Geral de Assuntos Presidenciais ficou vago. Logo foi escolhido pelo pai para liderar sua campanha para as eleições presidenciais marcadas para 2023.
Durante o golpe de agosto de 2023, foi preso por “alta traição” e corrupção.